# Питър Кълън
Питър Клейвър Кълън (на английски: Peter Claver Cullen) (роден на 28 юли 1941 г.) е канадски озвучаващ актьор. Най-известен е като гласа на Оптимус Прайм в анимационния сериал „Трансформърс“ от 80-те години, както и с озвучаването на Ийори във филмите и сериали за Мечо Пух. Озвучава и Рокфор в първи сезон и в част от втори сезон на „Чип и Дейл: Спасителен отряд“.